# Asmate hugginsi
Asmate hugginsi là một loài bướm đêm trong họ Geometridae.